# Atalaya de Uxama
La Atalaya de Uxama —localizada en el municipio español de Burgo de Osma-Ciudad de Osma, perteneciente a la provincia de Soria, comunidad autónoma de Castilla y León— es una torre de vigilancia que se enclava en la parte superior del cerro donde estaba situada la ciudad celtíbero-romana de Uxama y se asienta sobre una casa romana, conocida como la casa de la Atalaya. De planta circular y alzado cilíndrico, se caracteriza por existencia de un muro anular exterior a modo de braga, cuya función estructural es dudosa, fabricado con materiales de construcción de época romana, consistentes en grandes bloques de hormigón de cal con piedras menudas, colocadas a modo de sillares.